# Lista odcinków serialu animowanego Yin Yang Yo!
W tym artykule znajduje się lista odcinków wraz z opisami serialu animowanego Yin Yang Yo! emitowanego w Polsce na kanale Jetix/Disney XD.

## Serie
| Sezony | Odcinki | Pierwsza premiera   | Ostatnia premiera | Pierwsza premiera | Ostatnia premiera |
| ------ | ------- | ------------------- | ----------------- | ----------------- | ----------------- |
| 1      | 26      | 2 października 2006 | 24 maja 2007      | 5 marca 2007      | 15 sierpnia 2007  |
| 2      | 39      | 2 stycznia 2008     | 18 kwietnia 2009  | 7 czerwca 2008    | 28 września 2008  |

## Seria 1[1]
| 1 | Tylko nie DoJo! / W poszukiwaniu Hershela „DoJo, Oh No” / „Finding Hershel”                         | 2 października 2006  | 5 marca 2007     |
| Tylko nie DoJo: Yang opuszcza DoJo i zapisuje się do szkoły u Ultimusa. W poszukiwaniu Hershela: W ramach szkolenia Woo Foo, Yin i Yang obserwują kamień o imieniu Hershel. Gdy Yang obraża go, Hershel ucieka. Gdy Carl zainteresował się właściwościami tego kamyka, króliki ruszają w jego poszukiwania. | |                      |                  |
| 2 | 600 kanałów zagłady / Stary, ale jary "600 Channels of Doom!” / „An Oldie But a Goodie”             | 16 października 2006 | 6 marca 2007     |
| 600 kanałów zagłady: Yin i Yang rywalizują o to, kto jest lepszym wojownikiem Woo Foo. Carl podstępem skłóca rodzeństwo i uruchamia 600 telewizorów sterowanych przez niego, którymi atakuje króliki. Stary, ale jary: Gdy Yin i Yang obrażają starego wroga Yo – Kragglera, ten zamienia wszystkich mieszkańców miasta oprócz nich samych w starców, którzy, którzy próbują ich dorwać.                                                                                            | |                      |                  |
| 3 | Mój głupi miecz / Fanatyk czystości „My Stupid Sword” / „Neat Freak”                                | 25 grudnia 2006      | 7 marca 2007     |
| Mój głupi miecz: Yang zostaje członkiem zespołu Chung Pow. Kotki, które w nim grają wykorzystują znajomość z nim i okradają zbrojownię Woo Foo. Gdy już to im się udało, Yang zdaje sobie sprawę, że one są złe i próbuje je powstrzymać. Fanatyk czystości: W trakcie zakupów Yin poznaje Fastidiusa – chomika z obsesją na punkcie czystości, który zleca jej i Yangowi pozbycie się z jego domu złych demonów brudu. Po ich wyłapaniu okazuje się, że te demony są niewinne.     | |                      |                  |
| 4 | Grypa Woo Foo / Wróżka kłamczuszka „Woo Foo Flu” / „The Imagination Situation”                      | 6 listopada 2006     | 8 marca 2007     |
| Grypa Woo Foo: Yin ma grypę Woo Foo. Wróżka kłamczuszka: Yin i Yang zwiększają swoją popularność kłamiąc, że pokonali potwora imieniem Zarnot, który tak naprawdę jest zabawką Yanga. Wróżka kłamczuszka, która odwiedza bohaterów, chce ich oduczyć kłamania i ożywa robota. | |                      |                  |
| 5 | Za dużo Yangformacji / Aura, czy nie? „Too Much Yangformation” / „Aura... or Not”                   | 13 listopada 2006    | 9 marca 2007     |
| Za dużo Yangformacji: Yang dzięki specjalnym okularom staje się mądrzejszy. Carl wykorzystuje to w celu wyciągnięcia od niego składników na tzw. „płynu super wielkiej gigantyczności”, dzięki któremu staje się wielki i atakuje go. Aura, czy nie?: Mistrz Yo uczy głównych bohaterów tworzenia Aury Woo Foo. Gdy Yin to wychodzi, w pewnej chwili traci kontrolę nad swoją aurą, która atakuje miasto.                                                                           | |                      |                  |
| 6 | Yin Yang Fuj / Chrabąszczomania „Yin Yang Yuck” / „Beetlemania”                                     | 23 października 2006 | 12 marca 2007    |
| Yin Yang Fuj: W trakcie walki między sobą Yin i Yang wytwarzają nowy czarny charakter, który jest skumulowaniem ich wszystkich wad - Fuja. Sami zaś stają się mili. Chrabąszczomania: Yang poznaje dziewczynę o imieniu Lina. Chce jej zaimponować kłamiąc, że jest największym wojownikiem Woo Foo. Gdy usłyszał o nim ojciec Liny, ten wykorzystuje go do pokonania wielkiego, stalowego chrabąszcza.                                                                             | |                      |                  |
| 7 | Wejście Mrówki / Słodki smrodek miłości „Enter The Ant” / „The Sweet Stench of Love”                | 30 października 2006 | 13 marca 2007    |
| Wejście mrówki: Gdy Yang odnajduje w garażu „Majtki Nieskończonego Przeznaczenia Woo Foo”, zmusza dorosłych do odejścia z miasta i daje dzieciakom władzę nad nim. Wytworzony w mieście chaos wykorzystuje wróg Mistrza Yo, Herman, który wraz ze swoją armią atakuje Yin i Yanga. Słodki smrodek miłości: Yang zamiast zadbać o siebie, gra w gry wideo. Jego smród powoduje konflikt z pewnym ludem, który atakuje DoJo.                                                          | |                      |                  |
| 8 | Zakochana Yin / Złoty szpaner „Falling Yin Love” / „On Golden Pondscüm”                             | 27 listopada 2006    | 14 marca 2007    |
| Zakochana Yin: Yin zakochuje się w człowieku imieniem Brett, którym okazuje się być Fuj. Złoty szpaner: Yin i Yang mają pilnować złotego fotela Mistrza Yo. Zamiast tego jednak urządzają imprezę, podczas której Pondscum porywa Yo razem z fotelem, który chce przetopić na zbroje dla swej żeńskiej armii. Króliki próbują go dorwać. | |                      |                  |
| 9 | Jak za dawnych lat / Zabawka kontratakuje „Old School” / „A Toy’s Story”                            | 31 marca 2007        | 15 marca 2007    |
| Jak za dawnych lat: Yin i Yang korzystają z chronologikum, by stać się starszymi, jednak Kraggler przyspiesza ten proces i oni stają się starcami. Króliki teraz muszą go pokonać, by znów być młodymi. Zabawka kontratakuje: Yang wygrywa dla Yin zabawkę, w środku której siedział chcący zemsty na nim Zarnot. Nota: Ten odcinek miał swoją pierwszą premierę w Polsce. | |                      |                  |
| 10 | Kłopotliwe dwójednoroźce / Szalikomania "The Trouble With Two-ni-horns" / "Scarf It Up!”            | 11 grudnia 2006      | 16 marca 2007    |
| Kłopotliwe dwójednorożce: Mistrz Yo niszczy dwójednorożca – zabawkę Yin i wysyła ją wraz z Yangiem do Doliny Dwójednorożców w celu jej naprawienia. Na miejscu okazuje się, że teren przejął Ultimus. Szalikomania: Saranoja chce pomóc Yin i tworzy w mieście zimę. | |                      |                  |
| 11 | Powrót Mistrza Nocy „The Return of the Night Master”                                                | 18 grudnia 2006      | 19 marca 2007    |
| Stary wróg Mistrza Yo – Mistrz Nocy organizuje turniej w 2 ognie, w którym prowadzi Yin i Yanga do zwycięstwa pozwalającego na uwolnienie jego armii spod zaklęcia Yo. | |                      |                  |
| 12 | Morze kobiet / Niedobrana para "The High She-as!” / „A Match Not Made in Heaven”                    | 27 listopada 2006    | 20 marca 2007    |
| Morze kobiet: Yin i Yang dostają się na statek z kobiecą załogą piracką. Niedobrana para: Carl zauważa w internecie ogłoszenie z Yo, które Yang dał dla żartu i łączy swoją matkę z Yo w parę. | |                      |                  |
| 13 | Niestraszny film / Ciasteczko nieszczęścia „Scary Scary Quiet Contrary” / „How the Cookies Crumble” | 1 stycznia 2007      | 21 marca 2007    |
| Niestraszny film: Mistrz Yo próbuje pokazać Yin i Yangowi, że staromodne filmy czarno-białe mogą być ciekawe i straszne. Ciasteczka nieszczęścia: Yin nie jest zadowolona z tego, że Yang ma szczęście. Carl wykorzystuje jej frustrację i sprzedaje jej ciasteczka, przez które Yang zyskuje pecha. | |                      |                  |
| 14 | Yang a la Yin / Zakupowe szaleństwo „The Yin of Yang” / „Shopping Sprawl”                           | 1 stycznia 2007      | 30 lipca 2007    |
| Yang a la Yin: Yang za namową Mistrza Yo stara się zachowywać jak Yin, by móc zaimponować Linie. Zakupowe szaleństwo: Yin i Yang zyskują od tajemniczej osoby karty kredytowe do zakupów w nowym sklepie. Wszystko okazuje się być planem Ultimusa, przez którego nabawiają się długów. | |                      |                  |
| 15 | Bąblo-Trąblolandii / Dyktator roku „Wubble in Paradise” / „Dictator of the Year”                    | 1 stycznia 2007      | 31 lipca 2007    |
| Bąblo-trąblolandia: Mistrz Nocy odkrywa kłopotliwy sekret Yanga, że kiedy on miał 4 lata, napisał książkę o wyimaginowanej krainie Bąblo-trąblolandii. Mistrz Nocy atakuje ten świat, by w ten sposób spowodować, że główny bohater przestanie istnieć. Dyktator roku: Armia Brata Hermana porywa Księgę Zakazanego Zła Woo Foo. Yin i Yang w celu jej odzyskania organizują Hermanowi przyjęcie z okazji uzyskania przez niego tytułu „Najgorszego dyktatora roku”.                | |                      |                  |
| 16 | Mistrz Dave / Kierunek niebezpieczeństwo „MasterDave” / „Destination Danger”                        | 2 stycznia 2007      | 1 sierpnia 2007  |
| Mistrz Dave: Gdy Yin i Yang nie pojawiają się na przyjęciu urodzinowym Dave’a, postanawiają zrobić to przyjęcie ponownie i udawać jego uczniów. Kierunek niebezpieczeństwo: Mistrz Yo czuje, że 1 z jego przyjaciół – Gampi, który przechowuje jego ważną broń, grozi niebezpieczeństwo, więc wyjeżdża razem z Yin i Yangiem do Burakistanu, by go uratować. | |                      |                  |
| 17 | Bolesna lekcja / Przypadek złościenicy „Attack of the Lesson” / „A Case of the Evils”               | 26 marca 2007        | 2 sierpnia 2007  |
| Bolesna lekcja: Pseudobohater o imieniu Nauczyciel chce nauczyć Yin i Yanga dobrych nawyków. Gdy to mu się nie udaje, próbuje im to wmówić siłą. Przypadek złościenicy: Przez spożycie napoju, który wcześniej pił Carl, Mistrz Yo dostaje złościenicy. Yin i Yang próbują go uratować. | |                      |                  |
| 18 | Zła niania / Mrocznoton „Bad Nanny Jamma” / „Pros and Coms”                                         | 8 stycznia 2007      | 3 sierpnia 2007  |
| Zła niania: Saranoja chce zniszczyć Yanga i w celu tego wkrada się do domu jako pokojówka. Dopiero na miejscu dowiaduje się, że nie może wykonać swojego planu, dopóki nie będzie idealnie czysto, więc Yin i Yang utrudniają jej zadanie. Mrocznoton: Carl udaje się na Mrocznoton, by znaleźć tam swojego giermka. Tymczasem Yin i Yang przychodzą w przebraniu, by móc poznać plan Mistrza Nocy.                                                                                 | |                      |                  |
| 19 | Koniec chałtury / Skazani na powtórkę „The Gig is Up” / „Doomed to Repeat It”                       | 5 marca 2007         | 6 sierpnia 2007  |
| Koniec chałtury: Kotki Chung Pow kradną wzmacniacz Woo Foo, by móc w trakcie koncertu manipulować publicznością. W celu powstrzymania ich, Yin i Yang zakładają własny zespół i zgłaszają się na bitwę kapel. Skazani na powtórkę: Z powodu kłótni Yin i Yang zostają pokonani przez Carla. Gdy w dodatku nie chcą słuchać dobrych rad o współpracy, Yo wysyła ich do książki, gdzie mają się uczyć na podstawie błędów dawnych wojowników Woo Foo.                                 | |                      |                  |
| 20 | Dzień Rodziny / Zemsta porzuconych „Family Day” / „The Hex of the Ex”                               | 19 lutego 2007       | 7 sierpnia 2007  |
| Dzień rodziny: Carl i Herman chcą dać prezent swojej matce, więc współpracują, by móc złapać Yin i Yanga i odciąć ich nogi. Zemsta porzuconych: Gdy Yo zostaje porwany, Yin i Yang szukają sprawcy, którymi okazują się 3 byłe dziewczyny Yo. | |                      |                  |
| 21 | Światło i mrok / Bolesna prawda „Shadows and Light” / „The Truth Hurts”                             | 10 maja 2007         | 8 sierpnia 2007  |
| Światło i mrok: Mrówki Brata Hermana pozbawiają Yo futra. Zanim ono odrośnie Yin i Yang muszą bronić zbrojowni Woo Foo przed ich atakiem. Bolesna prawda: Yin i Lina chcą być przyjaciółkami popularnej dziewczyny o imieniu Miranda, jednak tej się nie podoba Lina. Yin zapomina o swojej starej przyjaciółce, by móc przyjaźnić się z tą nową, którą okazuje się być Saranoja.                                                                                                   | |                      |                  |
| 22 | Zmierzch „Night Fall”                                                                               | 24 maja 2007         | 9 sierpnia 2007  |
| Yin i Yang zostają zwolnieni przez Yo jako wojownicy Woo Foo. Wkrótce ten zostaje porwany przez sługusów Mistrza Nocy. Yin i Yang w celu jego uratowania korzystają z pomocy Rogera Jr. i Carla, oraz starają się odnaleźć Toaletową Szczotkę Oświecenia Woo Foo, która rozleciała się na 2 kawałki znajdujące się w 2 różnych miejscach. Gdy odnajdują je, Mistrz Nocy więzi ich razem z Yo. Nota: Ten odcinek to finał sezonu, jednak w Polsce został wyemitowany jako 22 epizod. | |                      |                  |
| 23 | Podróż do wnętrza Yo / Opieka nad Szagglerem „Voyage to the Center of the Yo”/ „Sitting Shaggler”   | 14 kwietnia 2007     | 10 sierpnia 2007 |
| Podróż do wnętrza Yo: Fuj się kurczy i wchodzi do wnętrza Yo. Yin i Yang robią to samo w celu jego powstrzymania. Opieka nad Szagglerem: Yin i Yang w celu zebrania pieniędzy na nowy system zabezpieczeń mają się opiekować dziećmi. Kraggler chce, by się zajęli jego siostrzeńcem – Shagglerem, którym okazuje się sam zainteresowany. | |                      |                  |
| 24 | Nowi kumple / Yin i Yang sami w DoJo „Out on a Pledge” / „DoJo Alone”                               | 7 kwietnia 2007      | 13 sierpnia 2007 |
| Nowi kumple: Yang poznaje nowych kumpli, którymi okazują się Kotki Chung Pow. Yin i Yang sami w DoJo: Gdy Mistrz Yo wyjeżdża na wakacje, Carl i Herman atakują DoJo. | |                      |                  |
| 25 | Atak wideo-osłów / Czas na proces „Attack of the Vidiots” / „Fit to be Tried”                       | 21 kwietnia 2007     | 14 sierpnia 2007 |
| Atak wideo-osłów: Nauczyciel chce pokazać Yangowi na jego własnej skórze skutki uboczne ciągłego grania w gry wideo, więc wsadza go do jego własnej gry, jednak on nie wyciąga z jego interwencji żadnych wniosków. Czas na proces: Carl wrzuca się w walkę między Yin i Yangiem, a następnie udaje rannego, co powoduje, że króliki i Yo zostają oskarżone o nadużywanie swoich mocy. Mimo prób wyjaśnienia sytuacji, ich sytuacja tylko się pogarsza.                             | |                      |                  |
| 26 | Kto wie, gdzie się czai zło? „Who Knows What Evil Lurks?”                                           | 17 maja 2007         | 15 sierpnia 2007 |
| Yang ma wrażenie, że ktoś go śledzi, więc używa Chronologikum, by razem z Yin dowiedzieć się, kto to robi. Mistrz Nocy nie chce, by się dowiedzieli o tym, więc wysyła Zarnota. | |                      |                  |

## Seria 2[2]
2 seria początkowo miała liczyć 26 odcinków, jednak kanał Toon Disney przekonał autora kreskówki – Boba Boyle’a do dołączenia 13 dodatkowych odcinków
| 27 | Smoke i Mirrors / Yin-ponujące "Smoke and Mirrors" / "Yin-credible!”                           | 21 stycznia 2008  | 7 czerwca 2008   |
| Smoke i Mirrors: Yang poznaje dziewczynę o imieniu Smoke, która zostaje jego dziewczyną. Później on staje się jej niewolnikiem mającym walczyć w turniejach walki. W taki sam sposób postępuje brat Smoke – Mirrors z Yin, co powoduje, że Yin i Yang muszą stanąć do walki ze sobą. Yin-ponujące: Gdy Carl przechwytuje burmistrza, Yang pokonuje go w sposób psychologiczny za pomocą obelg, jednak to Yin dostaje pochwały za jego czyn. |                                                                                                |                   |                  |
| 28 | Prosto w dziób / Impreza „The Pecking Order” / „Party Favours”                                 | 2 stycznia 2008   | 7 czerwca 2008   |
| Prosto w dziób: Gdy Yin i Yang przygotowują się do udania się na wakacje, Coop powraca i próbuje ich ostrzec przed opadem energii Mistrza Nocy, ale oni go ignorują, dopóki nie jest za późno. Impreza: Mama Coopa robi imprezę, na którą zaprasza wszystkich oprócz Yin i Yanga. Podczas gdy oni dostają się na nią, G.P., Flaviour i Charless mają dosyć bycia jedynie pomocnikami swoich przełożonych i chcą się dostać do twierdzy Mistrza Nocy, by przejąć ich moce, jednak okazuje się, że nie mogą się tam dostać bez odpowiedniego klucza, który ma Coop. |                                                                                                |                   |                  |
| 29 | Świąteczna rozróba / Razem czy osobno? „Season’s Beatings” / „Splitting Hares”                 | 24 listopada 2008 | 7 czerwca 2008   |
| Świąteczna rozróba: Zarnot tworzy zabawki, które powodują irytację u rodziców. Razem czy osobno?: Yin daje Yangowi odpoczynek od bycia wojownikiem Woo Foo i dostaje nowego partnera do walki ze złem. Yang później też dostaje nowego partnera, ale ani jeden ani drugi nie jest wystarczająco dobry, by walczyć z Carlem. Nota: Ten odcinek miał pierwszą premierę w Polsce. |                                                                                                |                   |                  |
| 30 | Odmóźdżanie / Czas zapłaty „Brain Drain” / „The Big Payback”                                   | 31 marca 2008     | 7 czerwca 2008   |
| Odmóżdżanie: Złoczyńca o imieniu Mega-Mózg przejmuje ciało Yanga, dzięki czemu może spełnić swoje plany o dominacji nad światem. Tymczasem Yang mogąc dysponować jedynie mózgiem przestępcy musi myśleć, żeby móc odzyskać swoje ciało. Czas zapłaty: Yo się boi, ponieważ wkrótce ma się zjawić Zła Stopa – fioletowy antropomorficzny koń, który co roku zadaje Mistrzowi Yo cięgi. Yin i Yang pomagają mu przezwyciężyć lęk i pokonać przybysza. |                                                                                                |                   |                  |
| 31 | Wybrakowane Fooplikaty / Niebezpieczne związki „Imperfect Fooplicates” / „Messy Relationships” | 4 lutego 2008     | 28 czerwca 2008  |
| Wybrakowane Fooplikanty: Yin i Yang używają magicznej bransoletki do ciągłego duplikowania siebie. Po pewnym czasie powoduje to powrót Fuja, który wykorzystuje ich kopie przeciwko im. Niebezpieczne związki: Melodia znów jest zakochana w Yangu, tymczasem Fastidius sprawia, że Yin cuchnie. |                                                                                                |                   |                  |
| 32 | Brzydale / Samokontrola „A Bad Case of the Buglies” / „Control Issues”                         | 11 lutego 2008    | 29 czerwca 2008  |
| Brzydale: Carl w ramach zemsty za to, co Yin mu powiedziała, podaje im napój, który sprawia, że Yin i Yang stają się szpetni. Samokontrola: Yo chce nauczyć Yanga samokontroli, jednak to mu się nie udaje, więc wysyła go na nauki do Ultimusa. Tymczasem Yin odkrywa, że jej przyjaciele są już przez niego kontrolowani i próbuje to powiedzieć Yangowi. |                                                                                                |                   |                  |
| 33 | Problem z wymianą zagraniczną / Odmiana „Foreign Exchange Problem” / „Turnabout”               | 18 lutego 2008    | 5 lipca 2008     |
| Problem z wymianą zagraniczną: W ramach wymiany uczniowskiej do DoJo przyjeżdża Burakistańczyk Jobeaux. Tymczasem kotki Chung Pow próbują ukraść ważny artefakt, który pozwoli im wytworzyć własną aurę Woo Foo. Odmiana: Kraggler odmładza Mistrza Yo. |                                                                                                |                   |                  |
| 34 | Facetozaur / Liga Zła „The Manotaur” / „League of Evil”                                        | 25 lutego 2008    | 6 lipca 2008     |
| Facetozaur: Pół człowiek, pół byk o imieniu Facetozaur przejmuje dwujednorożce, by je ogolić i z ich futra zrobić peruki. Yin i Yang wykorzystują zniszczone komiksy Yanga, by znaleźć przestępcę. Liga Zła: Carl ma dosyć mieszkania z matką, więc tworzy tzw. „Ligę Zła”, do której przyłączają się Smoke, Podscum i Maskonur. Tymczasem Yin i Yang chcą więcej prywatności od Yo i ten wysyła ich do wychodka. Tam członkowie Ligi Zła atakują bohaterów. |                                                                                                |                   |                  |
| 35 | Yang nie ponosi odpowiedzialności / Uwięzieni „This Yang Isn’t Brought to You By...” / „Stuck” | 3 marca 2008      | 12 lipca 2008    |
| Yang nie ponosi odpowiedzialności: Yang chce kupić konsolę, ale natrafia na gościa imieniem Shillshore, który zachęca go do reklamowania zabawek firmy GreedCo. Yin próbuje mu wyjaśnić, że te zabawki tak naprawdę są szkodliwe dla dzieci. Uwięzieni: Yin, Yang, Lina i Roger jr dostają kupon na darmowe wakacje na wyspie. Na miejscu okazuje się, że te wakacje to pułapka, w którą wszyscy zostają złapani przez Smoke. |                                                                                                |                   |                  |
| 36 | Deja Foo „Deja Foo”                                                                            | 17 marca 2008     | 13 lipca 2008    |
| Yang kilka razy przeżywa ten sam dzień, podczas którego próbuje znaleźć przed Ultimusem amnezjulet. Za każdym razem, gdy ten odnajdywał go pierwszy, Yang wciskał „reset”, co powodowało rozpoczęcie dnia na nowo. |                                                                                                |                   |                  |
| 37 | Drobiowa deprawadacja „Gone-A-Fowl”                                                            | 7 kwietnia 2008   | 19 lipca 2008    |
| Yang uwania Yin i Coopa, by Yo mógł pozbyć się jego złej aury, jednak gdy się on o tym dowiaduje, rozprzestrzenia aurę na Yin. |                                                                                                |                   |                  |
| 38 | Yin-stynkt przetrwania / Foojrzałość „Basic Yin-stinct” / „Fighting Fooberty”                  | 14 kwietnia 2008  | 20 lipca 2008    |
| Yin-stynkt przetrwania: Carl wykorzystuje to, że Yin zawsze podejmuje dobre decyzje, a Yang złe i pozbawia Yin myślenia. Foojrzałość: Podczas gdy Yo zauważa zmiany w budowie Yin i Yanga, Podscum próbuje zarobić pieniądze na operację plastyczną. |                                                                                                |                   |                  |
| 39 | Naprzód cudowne nastolaty! / Namacalne uczucia "Wonder Tweens Go!” / „Touchy Feelings”         | 28 kwietnia 2008  | 26 lipca 2008    |
| Naprzód cudowne nastolaty: Z powodu ulubionego serialu Yin i Yang zaniedbują treningi, co powoduje przyjście Nauczki. Namacalne uczucia: Gdy Yang i Yo wpadają na Freda w centrum handlowym, ten powoduje, że ciało Yo zaczyna się rozpadać, a Yang traci swe emocje. |                                                                                                |                   |                  |
| 40 | Tu jesteś bracie / Po prostu Roger „O’Brother, They Art Thou” / „Roger... Over and Out”        | 5 maja 2008       | 6 września 2008  |
| Tu jesteś bracie: Kiedy Yang oddziela się od Yin i Mistrza Yo, ratuje robota i zaczyna co traktować jak brata. Yin czuje się zazdrosna i podejrzliwa i odkrywa, że robot jest w rzeczywistości szpiegiem Zarnota mającym zniszczyć Yanga. Po prostu Roger: Kiedy Yang ciągle obraża i ośmiesza Rogera i jego ojca na oczach wszystkich, on i Roger robią reality show. |                                                                                                |                   |                  |
| 41 | Yin Yang Carl! / Smorki „Yin Yang Carl” / „Smorks”                                             | 4 maja 2008       | 6 września 2008  |
| Yin Yang Carl: Carl i Mistrz Yo zamieniają się mózgami. Smorki: Yin mimo zakazu Yo przyprowadza do domu kilka niewinnie wyglądających zielonych stworzonek zwanych Smorkami. |                                                                                                |                   |                  |
| 42 | Niewygodny ząb / Tragedia sytuacyjna „Inconvenient Tooth” / „Situation Tragedy”                | 16 czerwca 2008   | 7 września 2008  |
| Niewygodny ząb: Yanga boli ząb jednak nie chce go wyleczyć, bo boi się dentysty. Yo chce mu pomóc, ale on ucieka z DoJo. Przez ząb Yang załapuje chorobę, która powoduje zmianę w jego wyglądzie. Tragedia sytuacyjna: Carl odkrywa słabości Yin i Yanga dzięki nagraniu, które zrobił w odcinku „600 kanałów zagłady” i wykorzystuje je do swojego planu. |                                                                                                |                   |                  |
| 43 | Obóz Magiczne Portki / Ciężka robota „Camp Magic Pants” / „Worked Stiff”                       | 7 lipca 2008      | 7 września 2008  |
| Obóz magiczne portki: Yin i Yang wyjeżdżają do obozu dla magicznych stworzeń. Yin zakochuje się w Terrym Wydrze i zaczyna używać magii do złych celów, zaś Yang musi pokonać potwora kontrolowanego przez Fuja. Ciężka robota: Yang podejmuje prace, by uzyskać pieniądze na zakup butów, które chce kupić. Po serii nieoczekiwanych przebiegów zdarzeń Yang odkrywa, że jego praca to pułapka Smoke i Mirrors. |                                                                                                |                   |                  |
| 44 | Sukienkowy problem / Księżycowa Yinnie „Skirting the Issue” / „Moon Over my Yinnie”            | 23 czerwca 2008   | 13 września 2008 |
| Sukienkowy problem: Yang i Roger jr rywalizują o to kto jest bardziej męski, tymczasem Ultimos więzi Yin na rakiecie, którą ma zamiar wysłać w celu zniszczenia miasta. Księzycowa Yinnie: Carl wyrusza w kosmos, by zniszczyć wszystkie 3 słońca. Yin i Yang wyruszają za nim, by go powstrzymać. |                                                                                                |                   |                  |
| 45 | Z miłośni do małży / Dziewczyna Zarnota „For the Love of Clamboy” / „Zarnot’s Girlfriend”      | 28 września 2008  | 13 września 2008 |
| Z miłości do małży: Yin poznaje Małżomiła, który proponuje jej ślub. Gdy ona odmawia, chłopak zamienia się w potwora. Dziewczyna Zarnota: Dla zrozumienia, dlaczego Yang nie podejmuje walki z nim, Zarnot buduje sobie dziewczynę o podobnym do Liny charakterze. Gdy spędza z nią cały dzień, porzuca ją i wykorzystuje swoją wiedzę do walki z Yangiem. Nota: Ten odcinek miał pierwszą premierę w Polsce. |                                                                                                |                   |                  |
| 46 | Klaun Fu / Kocie rozstania i powroty „Clown-Fu Fighting” / „Cat Smach fever'”                  | 14 czerwca 2008   | 14 września 2008 |
| Klaun Fu: Yang chce się nauczyć sztuki walki „Klaun Fu”, jednak Mistrz Yo nie pozwala mu na lekcje, więc naukę z nim podejmuje starszyzna Woo Foo. Kocie rozstania i powroty: Yin i Yang mają dosyć kotków Chung Pow, więc rozsiewają fałszywe plotki, by rozbić zespół. Gdy byłe członkinie zespołu zakładają własne kapele, króliki znajdują się w jeszcze gorszej sytuacji niż wcześniej. |                                                                                                |                   |                  |
| 47 | Misja spec-Yin-jalna / Królik widmo „Mission Yinpossible” / „Disap-Eared”                      | 14 lipca 2008     | 14 września 2008 |
| Misja spec-Yin-alna: Carl dostaje magiczne kapcie spełniające życzenia, które chce wykorzystać do zawładnięcia nad światem, jednak zamiast tego otrzymuje miłość swojej matki. Tymczasem Yin i Yang próbują ukraść mu kapcie w obawie, że on je wykorzysta przeciwko im. Królik widmo: Yang staje się przezroczysty. |                                                                                                |                   |                  |
| 48 | Zejdź ze mnie / Pidżama party zagłady „Get Off My Back” / „Slumber Party of Doom”              | 21 lipca 2008     | 20 września 2008 |
| Zejdź ze mnie: Mega-Mózg łączy Carla i Yanga ze sobą. Pidżama party zagłady: Yin organizuje pidżama party. |                                                                                                |                   |                  |
| 49 | Króliki i fabryka precli / Taneczna katastrofa „Old Softie” / „Dance, Dance, Devastation”      | 28 lipca 2008     | 20 września 2008 |
| Króliki i fabryka precli: Yin, Yang i Yo odwiedzają fabrykę precli. Taneczna katastrofa: Yang jest przekonany, że może pokonać Yin w każdym rodzaju gier wideo. Carl postanawia wykorzystać ich rywalizację i tworzy grę, w której Yin i Yang są zmuszeni do tańca. |                                                                                                |                   |                  |
| 50 | Niessamowite Fuj / Spacer po lesie „Upstanding Yuck” / „Walk in the Woods”                     | 4 sierpnia 2008   | 21 września 2008 |
| Niessamowite Fuj: Wszyscy oprócz Yin i Yanga są przekonani, że Fuj się zmienił. Tylko króliki nie mają do niego zaufania. Spacer po lesie: Mistrz Yo widzi zmęczenie Yin i Yanga po prostym treningu i dla poprawy ich kondycji wysyła ich do lasu. |                                                                                                |                   |                  |
| 51 | Powitaj mroczne jutro „Welcome To The Dark Tomorrow”                                           | 11 sierpnia 2008  | 21 września 2008 |
| Yang pod wpływem starszyzny Woo Foo przywraca do życia głównego antagonistę wojowników Woo Foo – Eradicusa, który tworzy „Mroczne Jutro”, gdzie wszystko jest na odwrót. Liga Zła, która stała się dobra pomaga Yangowi w pokonaniu przeciwnika. |                                                                                                |                   |                  |
| 52 | Mów mi misiu / Kłopoty z pupilami „Today You Are a Bear” / „Pet Peeved”                        | 18 sierpnia 2008  | 27 września 2008 |
| Mów mi misiu: Yin i Yang chcą być niedźwiedziami. Strażnik Ron wykorzystuje to do zemsty. Kłopoty z pupilami: Yang przygarnia psa, którego nazywa Długonosy. Początkowo on się nim zajmuje, ale szybko ma go dość i zostawia go na stacji kolejowej. 3 miesiące później razem z Yin szukają psa i trafiają do domu dziewczyny o imieniu Rita. |                                                                                                |                   |                  |

## Odcinki nieemitowane w Polsce
Poniżej znajduje się lista odcinków 2 Serii, które nie doczekały się premiery w Polsce. Ich kolejność wynika z kolejności emisji w Kanadzie.
| 53 | The Secret Life of Possum Panda / Dummy Up               | 29 września 2008     |
| The Secret Life of Possum Panda: Yang chce zniszczyć bohatera o pseudonimie Possum Panda. Yo jednak zapomniał mu powiedzieć, że on jest tym herosem. Tymczasem Yang zostaje porwany przez sługi Maskonura. Dummy Up: Gdy Yo wychodzi, Yang za nim tęskni, jednak nie chce się do tego przyznać. Chodzi po mieście z manekinem Yo w plecaku. Wszyscy starają się zobaczyć co jest w środku, ale Yang nie pozwala im. Kiedy Zarnot dowiaduje się, co ma w środku, chce zawstydzić tym Yanga na oczach wszystkich. |                                                          |                      |
| 54 | The Howl of The Weenie                                   | 13 października 2008 |
| Eradicus straszy mieszkańców wyciem podobnym do wycia Weenie – legendarnego potwora, który może zniszczyć całe miasto. |                                                          |                      |
| 55 | Game Over / Creeping With the Enemy                      | 27 października 2008 |
| Game Over: Dave gra z Facetozaurem w "Wowza Wowza!” o DoJo i życie Yin i Yanga. Creeping With the Enemy: Eradicus stworzył bar z kawą o nazwie Eradicorp. Carl jest przeciwny jego pomysłowi, więc łączy siły z Yin i Yangiem w celu zniszczenia jego interesu. |                                                          |                      |
| 56 | The Yindianapolis 500 / Personality Problem              | 10 listopada 2008    |
| The Yindianapolis 500: Yin, Yang, Smoke, Mirrors, Carl, Herman i Ultimus jadą w wyścigu, którego nagrodą jest przepustka pozwalająca na jazdę samochodem. Personality Problem: Fuj zamienia moce Yin i Yanga (Yin ma moce Yanga, a Yang ma moce Yin). |                                                          |                      |
| 57 | Extra Cheese, Anchovies and Doom! / The Confidence Game  | 24 listopada 2008    |
| Extra Cheese, Anchovies and Doom!: Yin używa swojej nowej mocy do unieruchomienia dostarczyciela pizzy. The Confidence Game: Eradicus obniża zaufanie Yin i Yanga wobec siebie. Yo, by odwrócić sytuacje, udaje, że umiera w wyniku ataku Eradicusa i pozostawia króliki same na sam z przeciwnikiem. |                                                          |                      |
| 58 | Roboticus Maximus / Size Matters                         | 21 lutego 2009       |
| Roboticus Maximus: Pondscum, Zarnot i Fastidius łączą siły z Mega-Mózgiem, by zniszczyć Yin i Yanga za pomocą robota. Size Matters: Carl powoduje, że Yang staje się silny. |                                                          |                      |
| 59 | Unmoving Pictures / The Recline and Fall of Civilization | 28 lutego 2009       |
| Unmoving Pictures: Sługusy Eradicusa przekonują Yin i Yanga, by ci wystąpili w filmie, jednak okazuje się to być pułapką. The Recline and Fall of Civilization: Yang chce przekonać Yin i Yo, że na fotelu Yo mieszka kilka mikroskopijnych stworzeń, jednak oni mu nie wierzą, więc kurczy się do rozmiaru tych stworzeń, by udowodnić swoją teorię. Tymczasem szalony geniusz, 1 z mieszkańców krzesła, Whackjob chce użyć mocy Yanga, by zostać władcą swojego ludu.                                         |                                                          |                      |
| 60 | Mind Games / The Carl of the Wild                        | 7 marca 2009         |
| Mind Games: Yo uczy Yin i Yanga czytania w myślach. The Carl of the Wild: Carl chce złapać rzadki gatunek zwierzęcia zwany Kong-Aroo! dla nagrody 10.000 dolarów. Yin i Yang starają się chronić przed nim to stworzenie. |                                                          |                      |
| 61 | Clothes Encounters / Commander-in-Cheat                  | 14 marca 2009        |
| Clothes Encounters: Smoke i Mirrors ożywają brudne rzeczy Yin i Yanga i zamieniają je w swoich „przyjaciół na zawsze”, a następnie atakują nimi ich właścicieli. Commander-in-cheat: Prezydent i Carl walczą o przejęcie kielicha ze Świątyni Woo Foo. |                                                          |                      |
| 62 | Party Troopers / Shadowcluck                             | 21 marca 2009        |
| Party Troppers: Yo każe Yin i Yangowi zebrać armię Woo Foo, ale zamiast tego organizują imprezę. Shadowcluck: Coop przekonuje Yin, że może kontrolować energię Mistrza Nocy i walczyć obok nich, ale w trakcie walki jest zbyt skupiony na sobie, a za mało na armii Eradicusa. |                                                          |                      |
| 63 | Yin! Yang! You!                                          | 5 kwietnia 2009      |
| Podczas urodzin Liny, Carl atakuje Yin i Yanga i cała czwórka przenosi się do ludzkiego świata. Role gościnne: Jason Earles i Mitchel Musso jako oni sami. Nota: Ten odcinek jest crossoverem z serialem Hannah Montannah. |                                                          |                      |
| 64 | Division Quest                                           | 11 kwietnia 2009     |
| Yin i Yang szkolą Dave’a i Jobeaux’a do walki z Eradicusem. |                                                          |                      |
| 65 | Yin, Yang Who?                                           | 18 kwietnia 2009     |
| Eradicus eliminuje u Yin możliwość tworzenia Aury Woo Foo. Jedyny sposób na odzyskanie przez nią aury to transfuzja aury rodziców do niej. Yin i Yang jednak nie znają swoich rodziców, więc udają się w ich poszukiwanie. Nota: Ten odcinek jest finałem serii. |                                                          |                      |